# Braçatge
El braçatge era una prestació territorial que equivalia generalment a una setzena part de la collita, tot i que apareix en alguns costums de la Baixa Edat mitjana, com els Costums de Girona, equiparat a la tasca (una onzena part).
Apareix per primera vegada al voltant del segle xi amb la revolta feudal, i és una de les múltiples càrregues de les quals han de respondre els pagesos davant del seu senyor.
A la Baixa edat mitjana va tendir a commutar-se i ja al segle xviii sembla en vies de desaparició.